# 杉山太郎
杉山 太郎（すぎやま たろう、1952年9月5日 - 2001年2月5日）は、中国演劇研究者、明星大学教授。日本語教育、中国語教育、中国人口論にも業績がある。

## 人物
東京都生まれ。小学生時代に雑誌表紙モデルを務める。東京教育大学附属駒場中学校・高等学校卒業。同級生に四方田犬彦、鈴木晶、伊藤一郎らがいた。四方田犬彦『ハイスクール1968』では四方田と最も仲が良い天才的少年として登場する。
1971年東京大学文科三類入学。第二外国語に中国語を選ぶ。同期の文三中国語クラスには代田智明、山内弘一、中山（現姓岸本）美緒、神塚淑子などがいた。1975年、東京大学文学部中国文学専修課程卒。1986年同大学院博士課程満期退学。1981年中国・東北師範大学内中国赴日留学生予備学校日本語専門家。1987年明星大学専任講師。1997年明星大学教授。学習院大学、横浜国立大学、東京大学で非常勤講師を務めたが、2001年2月に交通事故で死亡した。死後、友人らによって遺稿集『霧里観花』(中国語)、『中国の芝居の見方』が刊行された。

## 著訳書

### 単著
- 『中国の芝居の見方』好文出版、2004.6（瀬戸宏編、田仲一成まえがき、瀬戸宏あとがき、杉山太郎著作目録）

### 共著
- 『霧里観花－中国戯劇的可能性』中国戯劇出版社 2003.9（伊藤茂、中山文との共著、中国語、黎継徳訳）

### 共訳書
- 『戦後日本文学管窺－中国的視点』明治書院 1986.5（李徳純、杉山太郎ほか訳）
- 『ドキュメント・中国の人口管理』亜紀書房 1992.3（若林敬子編・杉山太郎監訳）
- 『中国の社会病理』亜紀書房 1997.6（張萍、馬場節子訳・杉山太郎監訳）